# Club Ourense Baloncesto
Club Ourense Baloncesto (auch bekannt als Aquas De Sousas Club Ourense Baloncesto) ist ein spanischer Basketballverein aus Ourense.

## Geschichte
Der Verein wurde 1979 gegründet. Er startete in der vierten Liga und kämpfte sich 1986 bis in die zweithöchste Spielklasse vor. Dort gelang in der Saison 1988/89 der Aufstieg in die Liga ACB, da der Klub die Meisterschaft gewann. Es folgten insgesamt zehn Spielzeiten in der höchsten Basketball-Liga von Spanien, davon neun in Folge. 1993 und 1994 erreichte Ourense jeweils das Viertelfinale der Play-offs um die Meisterschaft. Gegen den FC Barcelona und Club Baloncesto Estudiantes scheiterte man jeweils. Seit dem Abstieg aus der Liga ACB im Jahr 2001 schaffte der Klub es nicht mehr dorthin zurück. Die Mannschaft wechselte stattdessen zwischen zweiter und dritter Liga. In der Saison 2012/13 spielt der Verein in der zweiten Liga, Liga Española de Baloncesto.
Der Verein hat in der Saison 2002/03 an der FIBA EuroCup Challenge teilgenommen und ist dort in der 2. Gruppenphase ausgeschieden.

## Namensgeschichte
Wegen mehrfachem Wechseln des Hauptsponsors wurde der Vereinsname diverse Male geändert:
- Caixa (1989–91)
- Coren (1992–95)
- Xacobeo 99 (1995–99)
- CB Ourense (1999–2008)
- Ourense Grupo Juanes (2008–10)
- Aquas De Sousas Club Ourense Baloncesto (seit 2010)

## Halle
Der Verein trägt seine Heimspiele in der 7.000 Plätze umfassenden Pazo Paco Paz aus.

## Erfolge
- Sieger des Copa Príncipe de Asturias (2000)
- Spanischer Zweitligameister (1989)

## Bekannte ehemalige Spieler
- Jonathan Kale (2010–11)
- Flinder Boyd (2010)
- Abdul Shamsid-Deen (1996–97)
- Darrell Armstrong (1994–95)